# Woleaiano
Woleaiano é uma língua do ramo das línguas trúquicas da família micronésia.                             É falado na ilha de Woelai, nas Ilhas Carolinas, em Yap, nos Estados Federados da Micronésia. Dos 5,000 falantes, 4.500 falam como língua nativa, e 500 como segunda língua. 